# Elbsova peroxodisíranová oxidace
Elbsova peroxodisíranová oxidace je organická reakce fenolů s peroxodisíranem draselným, kterou vznikají para-difenoly.
Bylo vydáno několik článků zabývajících se touto reakcí.

## Mechanismus
Mechanismus Elbsovy peroxodisíranové oxidace byl navržen podle pozorované para substituce a zahrnuje tautomerní para-karboanion odvozený od výchozího fenolátového iontu: Na začátku nastává nukleofilní substituce na peroxidovém kyslíku peroxodisíranového iontu, čímž se u meziproduktu vytvoří síranová skupina (3), která se nakonec hydrolyzuje za vzniku hydroxylu.
Reakce má nízké výtěžky, kvůli obnovování výchozích látek a úplné spotřebě peroxodisíranu. Předpokládá se, že přeměnu peroxodisíranu na síran v mnoha případech katalyzuje fenol.